# Quzhou
Quzhou (dialecte de Quzhou: Dzu Tsiu) és una ciutat a nivell de prefectura a l'oest de la província de Zhejiang, a la República Popular de la Xina. Situada al curs superior del riu Qiantang, limita amb Hangzhou al nord, Jinhua a l'est, Lishui al sud-est i les províncies de Fujian, Jiangxi i Anhui al sud, sud-oest i nord-oest respectivament. Segons el cens de 2020 la seva població era de 2.276.184 habitants, dels quals 902.767 vivien a l'àrea urbanitzada (o metropolitana) formada pels districtes urbans de Qujiang i Kecheng.
L'actriu i cantant xinesa Zhou Xun va néixer a Quzhou.

## Història

### Descendents de Confuci
Durant la dinastia Song del Sud, el descendent de Confuci a Qufu, el duc de Yansheng Kong Duanyou va fugir cap al sud amb l'emperador Song cap a Quzhou, mentre que la recentment establerta dinastia Jin (1115–1234) al nord va nomenar el germà de Kong Duanyou, Kong Duancao, que va romandre a Qufu com a duc de Yansheng. Des d'aquell moment fins a la dinastia Yuan, hi va haver dos ducs de Yansheng, un al nord a Qufu i l'altre al sud a Quzhou. L'emperador Khublai Khan de la dinastia Yuan va fer una invitació per retornar a Qufu al duc de Yansheng del Sud, Kong Zhu. El títol va ser retirat de la branca del sud després que Kong Zhu va rebutjar la invitació, de manera que la branca del nord de la família va mantenir el títol de duc de Yansheng. La branca del sud encara romania a Quzhou, on vivien fins avui. Els descendents de Confuci només a Quzhou són uns 30.000. El rang de Wujing boshi de l'Acadèmia Hanlin (五經博士) va ser atorgat a la branca del sud de Quzhou per un emperador Ming mentre que la branca del nord de Qufu tenia el títol de Duc de Yansheng. Kong Ruogu (孔若古), també conegut com Kong Chuan (孔傳), de la 47a generació, va afirmar que era l'avantpassat de la branca del sud després que Kong Zhu fos mort pel membre de la branca del nord Kong Guanghuang. El líder de la branca sud és Kong Xiangkai (孔祥楷).

### Segona Guerra Mundial
Durant la Segona Guerra Mundial, l'exèrcit imperial japonès va utilitzar armes bacteriològiques a Quzhou, propagant pesta, febre tifoide i altres malalties a Quzhou, així com a Ningbo i Xangdé. Com a resultat, entre 1940 i 1948 més de 300.000 civils xinesos a la zona van contreure la pesta i altres malalties, i s'estima que 50.000 van morir només a Quzhou.

## Administració
La ciutat-prefectura de Quzhou administra 2 districtes, 1 comtat nivell de ciutat, i 3 comtats.
| Mapa                                                                                              | Mapa                 | Mapa   | Mapa           | Mapa | Mapa | Mapa |
| ------------------------------------------------------------------------------------------------- | -------------------- | ------ | -------------- | ---- | ---- | ---- |
| Kecheng Qujiang Comtat de · Changshan Comtat de · Kaihua Comtat de · Longyou Jiangshan · (ciutat) |                      |        |                |      |      |      |
| #                                                                                                 | Name                 | Xinès  | Pinyin         |      |      |      |
| 1                                                                                                 | Districte de Kecheng | 柯城区 | Kēchéng Qū     |      |      |      |
| 2                                                                                                 | Districte de Qujiang | 衢江区 | Qújiāng Qū     |      |      |      |
| 3                                                                                                 | Ciutat de Jiangshan  | 江山市 | Jiāngshān Shì  |      |      |      |
| 4                                                                                                 | Comtat de Changshan  | 常山县 | Chángshān Xiàn |      |      |      |
| 5                                                                                                 | Comtat de Kaihua     | 开化县 | Kāihuà Xiàn    |      |      |      |
| 6                                                                                                 | Comtat de Longyou    | 龙游县 | Lóngyóu Xiàn   |      |      |      |